# Cunina octonaria
Cunina octonaria is een hydroïdpoliep uit de familie Cuninidae. De poliep komt uit het geslacht Cunina. Cunina octonaria werd in 1857 voor het eerst wetenschappelijk beschreven door McCrady. 